# John Hopkins Clarke

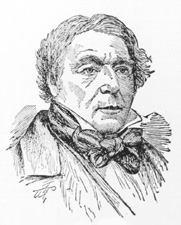
John Hopkins Clarke

John Hopkins Clarke, född 1 april 1789 i Elizabeth, New Jersey, död 23 november 1870 i Providence, Rhode Island, var en amerikansk politiker (whig). Han representerade delstaten Rhode Island i USA:s senat 1847-1853.
Clarke utexaminerades 1809 från Brown University. Han studerade sedan juridik och inledde 1812 sin karriär som advokat i Providence. Han var även verksam som ägare av en destilleri och som tillverkare av bomullstyg.
Clarke efterträdde 1847 James F. Simmons som senator för Rhode Island. Han efterträddes sex år senare av Philip Allen.
Clarkes grav finns på North Burial Ground i Providence.